# Вихляй
Вихляй, джек, или дрофа-красотка (лат. Chlamydotis macqueenii) — вид птиц семейства дрофиных отряда дрофообразных, распространённый в Азии. Ранее, в том числе в СССР, азиатских дроф-красоток считали подвидом вида Chlamydotis undulata, типовое местонахождение которого в Африке. Начиная с 2003 года, в мировой орнитологии окончательно утвердилось разделение Chlamydotis undulata в широком понимании на два вида: азиатский Chlamydotis macqueenii и африканский Chlamydotis undulata. Аргументы за такое разделение приведены ниже в разделе «Таксономия».

## Таксономия
Азиатский джек крупнее африканского Chlamydotis undulata и намного бледнее. Перья на темени головы включают несколько длинных изогнутых перьев белого или чёрного цвета с белыми основаниями. В то время как у африканских Chlamydotis undulata все перья на гребне белые, и разница очевидна во время брачных демонстраций самцов. Отсутствие промежуточных форм в регионе, где ареалы азиатской формы Chlamydotis macqueenii и африканской Chlamydotis undulata соприкасаются (в долине Нила), а также различия в морфологии и поведении, привели к тому, что они были возведены в ранг полноправных видов. Название Chlamydotis undulata в настоящее время относится только к североафриканским популяциям, представляющим собой номинативный подвид C. undulata undulata, и небольшой популяции на Канарских островах (C. u. fuertaventurae).

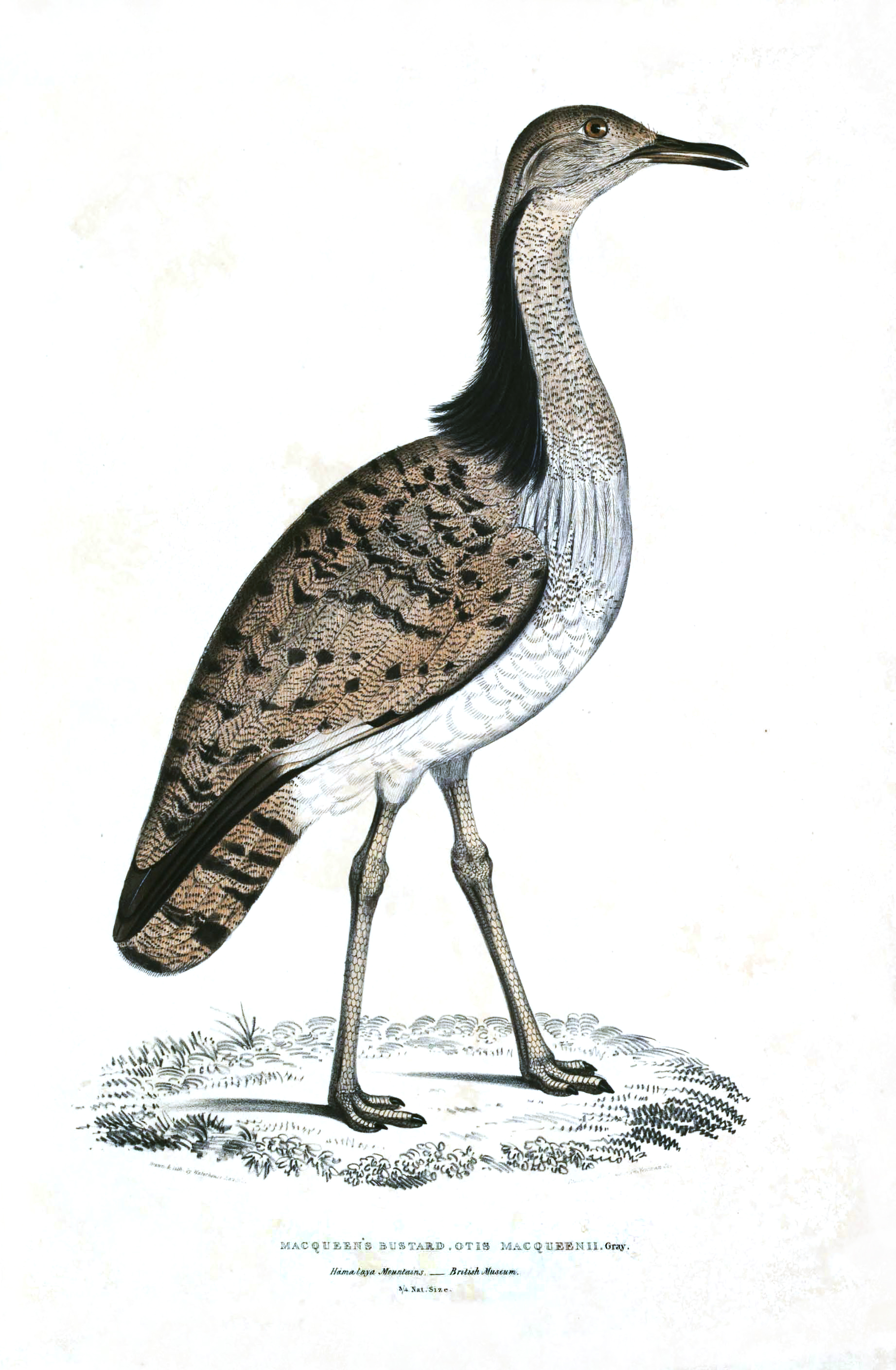
Рисунок Т. Хардвика из Illustrations of Indian Zoology (1832), по которому было сделано описание вида

Оценки, основанные на расхождении последовательностей митохондриальной ДНК, позволяют предположить, что C. macqueenii отделился от общего предка C. u. undulata и C. u. fuertaventurae почти 430 000 лет назад. Это расхождение могло начаться 900 000 лет назад, во времена крайней аридности климата. Хорошая способность азиатского джека к миграциям и расселению означает, что гены этого вида лучше перемешаны, в отличие от географически структурированных оседлых популяций, характерных для африканского Chlamydotis undulata.
Название Otis macqueenii было предложено Джоном Эдвардом Греем в 1834 году для дрофы из Индии по рисунку Томаса Хардвика. Эта форма долгое время считалась подвидом африканского вида Chlamydotis undulata. Но была возведена в ранг вида в 2003 году.
Эта точка зрения закреплена и в последних российских сводках:111. Не выделяет подвидов.

## Этимология названий
Название рода Chlamydotis происходит от древнегреческого khlamus, плаща всадника с вшитыми в углы гирями, и слова «otis» — дрофа. Видовое название macqueenii дано Греем в честь английского офицера Томаса Р. МакКуина, который собирал естественно-научные коллекции в Гималаях и на северо-западе Индии. По словам Б. Биоленса и М. Уоткинса, майор 45-го бенгальского туземного пехотого полка МакКуин предал в Британский музей Естественной истории собственноручно добытый экземпляр вихляя, по которому был описан вид.
Русское название «вихляй», а также «вертяй», «вилюй», по мнению орнитолога Б. М. Губина, этот вид получил из-за способности резко менять направление полёта при преследовании ловчей хищной птицей, другое возможное объяснение — его манера во время брачных демонстраций бегать зигзагообразно на индивидуальных токовых участках. Слово «джек» ведёт начало от одного из казахских названий этой птицы — «жиек», что дословно означает «окраина песка», и очень точно отражает биотопическую приуроченность вида. Третье русское название «дрофа-красотка» отражает склонность этого вида к вычурным брачным демонстрациям. Характерно ещё одно казахское название джека — «жорга-дуадак», что значит «дрофа-иноходец» и её же азербайджанское название «ерга-туюк», в переводе «курица-рысак».

## Описание
По величине превосходит стрепета, но меньше дрофы. Длина тела самцов от 65 до 75 см, масса 1,8-3,2 кг. Длина тела самок составляет 55-65 см, масса 1,2-1,7 кг. Оперение верхней части тела песочного цвета, низ белый. Отличительным признаком вида являются удлинённые, белые с чёрными кончиками перья по сторонам и светло-серый хохол на голове. Во время брачного танца птица поднимает «воротник». Издаваемый звук — «хррр».

## Распространение
Вид обитает в пустынях Азии от Синайского полуострова до западного Пакистана и от Каспийского моря пустыни Гоби в Монголии. В отличие от африканского вида, в Азии это перелётная птица. Птицы из северных популяций зимуют южнее в Пакистане (в основном в западном Белуджистане) и в засушливой зоне западной Индии. Гнездится в пустынях и других очень засушливых песчаных районах. Изучение их среды обитания в Саудовской Аравии показало, то этот вид сильно зависит от состояния растительного покрова и, как правило, встречаются в районах с густым зарослями кустарниковой растительности, особенно Capparis spinosa. Исследование в степях Ирана показало, что места для гнезд были выбраны, в основном, в местах с высокой плотностью поедаемых насекомых, что, в свою очередь, было связано с характеристиками растительности.
На территорию России приходится крайний северо-восток гнездового ареала. Гнездование джека было отмечено в Чуйской степи на Алтае (31 июля 1914 года между реками Тархатты и Чеган-Бургасы, наблюдение П. П. Сушкина), но в 1970 годы там их уже не было. В конце 1940-х Терновский отмечал гнездование к югу от хребта Танну-Ола у границы Тувы с Монголией. Известны встречи в Убсу-нурской котловине.
Миграции джеков отслеживались с помощью спутниковых передатчиков. Гнездящиеся в Монголии птицы покидают зимовки в Афганистане и Пакистане, начиная с середины, и до конца марта и прибывают в свои гнездовые места обитания примерно через два месяца миграций, они летят в обход высоких хребтов Гималаев. В день они пролетают около 220 км и покрывают в общей сложности 4400 км с остановками для отдыха и кормежки на маршруте. Они проводят около четырёх месяцев на своих гнездовых территориях, прежде чем снова отправиться в осеннюю миграцию с октября по декабрь.

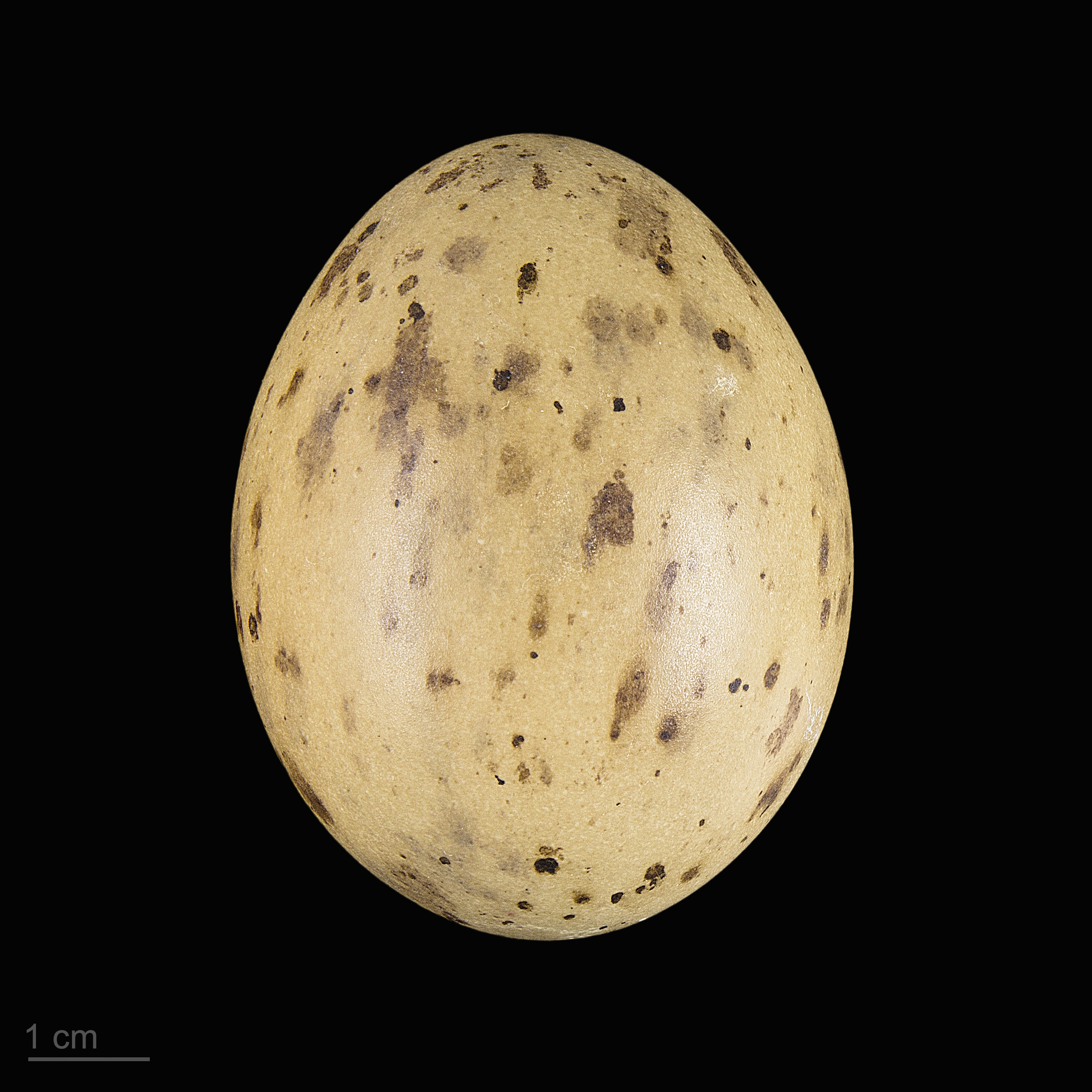
Яйцо близкого вида Chlamydotis undulata — Тулузский музей

## Питание
Дрофа-красотка — всеядная птица. Она питается растительным материалом, таким как плоды, семена, побеги, листья и цветки. Дополняют рацион саранча, сверчки и жуки, другие членистоногие, а также пресмыкающиеся.

## Взаимоотношения с человеком
В результате охоты численность вида резко сократилась, в настоящее время охраняется.

### В Казахстане
Несмотря на то, что дрофа-красотка занесена в Красную книгу Казахстана со статусом II категории — как вид, в ряде мест своего ареала находящийся под угрозой исчезновения, правительство Республики Казахстан ежегодно с 1994 года разрешает шейхам из ОАЭ и Катара охотиться на дроф-красоток со своими соколами. Выходит постановление «О проведении охоты на дрофу-красотку», где указано определённое количество особей, которое можно добыть. Плата за лицензию на добычу дрофы-красотки эквивалентна 260-месячным расчетным показателям (420680 тенге). В 2012 году было выдано 120 разрешений, в 2013-м — 73, в 2014-м — 131.
С другой стороны, ОАЭ и Казахстан принимают меры по умножению популяции дрофы-красотки в природе. На средства арабских шейхов в Туркестанской области Казахстана был построен питомник для выращивания дроф-красоток.
В период 2009—2019 годы в природу Казахстана выпущено 20 489 особей дроф-красоток. Согласно практическим наблюдениям процент выживаемости составляет не менее 50 %. В 2020 году на территории Казахстана было выращено в питомнике и выпущено на свободу 4160 особей дроф-красоток.

### В Пакистане
В Пакистане в 2014 году саудовский принц вызвал международный скандал после того, как застрелил более 2000 джеков, имея лицензию на добычу только 100 птиц.